# Zabiele Wielkie (osada leśna)
Zabiele Wielkie – osada leśna w Polsce, położona w województwie mazowieckim, w powiecie ostrołęckim, w gminie Olszewo-Borki.